# Colonia Morelos (Baja California)
Colonia Morelos es una localidad del estado mexicano de Baja California. Es parte del municipio de Playas de Rosarito.

## Toponimia
El nombre de la localidad rinde homenaje a José María Morelos, héroe de la Independencia de México.

## Demografía
| Gráfica de evolución demográfica |
|                                  |

| Censo | Población |
| ----- | --------- |
| 1990  | 480       |
| 2000  | 1 183     |
| 2010  | 2 040     |
| 2020  | 2 986     |